# Canavial de Paixões
Canavial de Paixões est une telenovela brésilienne en 118 épisodes de 44 minutes, diffusée entre le 13 octobre 2003 et le 22 mars 2004 sur le réseau SBT. Elle est basée sur la telenovela mexicaine Cañaveral de pasiones diffusée en 1996.

## Distribution
- Bianca Castanho : Clara Feberman Santos
- Gustavo Haddad (pt) : Paulo Giácomo
- Débora Duarte : Teresa Giácomo
- Thierry Figueira (pt) : João de Deus
- Ana Cecília Costa (pt) : Mirela
- Bruna Thedy (pt) : Regina de Almeida
- Sidney Sampaio (pt) : Guilherme de Almeida
- Patrícia Naves (pt) : « Marga » Margareth
- Marcelo Médici (pt) : Osvaldo Dias
- Analu Graci (pt) : Hilda Belay
- Hélio Cícero (pt) : Carlos de Almeida
- Walter Cruz : Dr Alexandre Belay
- Rosana Penna : Carlota
- Déo Garcez (pt) : Vicente
- Theresa Athayde : Maria
- José Steinberg (pt) : Miguel Castro
- Milton Levy : Fábio
- Paula Cohen : Lourdes
- Vinícius Vommaro : Zé Manuel
- Gustavo Wabner (pt) : Márcio Belay
- Dionísio Corrêa : Luis
- Débora Gomez (pt) : Denise Belay
- Wagner Molina (pt) : Eugênio
- Rogério Garcia : Abílio
- Camilo Namour : Luciano
- Rayana Vidal : Clara Feberman Santos (jeune)
- Giovanni Delgado : Paulo Giácomo (jeune)
- Giovanni Former : João de Deus (jeune)
- Bruna Guasco : Mirela (jeune)
- Fyama Monteiro : Rosinha
- Helena Fernandes : Raquel Feberman
- Jandir Ferrari (pt) : Fausto
- Jonas Mello (pt) : Padre Antônio Giacomo
- Oscar Magrini (pt) : Agenor
- Wanda Stefânia (pt) : Remédios
- Patrícia Mayo (pt) : Amália Castro
- Victor Fasano (pt) : Amador Giácomo
- Cláudia Ohana : Débora Feberman Santos

## Diffusion internationale
- SBT
- Más Canal 22
- Magazine
- LaTele

## Versions
- Basé sur deux novelas originales de Caridad Bravo Adams : Una sombra entre los dos (1959) et Al pie del altar (1959)

### Télévision
- Cañaveral de pasiones (1996), adaptation de Maria del Carmen Peña et Cuauthémoc Blanco, dirigée par Claudio Reyes Rubio, produit par Humberto Zurita et Christian Bach pour Televisa; avec Daniela Castro, Juan Soler, Francisco Gattorno et Patricia Navidad.
- Abismo de pasión (2012), adaptation de Juan Carlos Alcalá, Rosa Salazar et Fermín Zúñiga, dirigée par Sergio Cantano et Claudio Reyes Rubio, produit par Angelli Nesma Medina pour Televisa; avec Angélique Boyer, David Zepeda, Mark Tacher et Livia Brito.

### Sources
- (pt) Cet article est partiellement ou en totalité issu de l’article de Wikipédia en portugais intitulé « Canavial de Paixões » (voir la liste des auteurs).